# Global Association of International Sports Federations
La Global Association of International Sports Federations (GAISF), dal 2009 fino al 2017 SportAccord, è un'associazione non profit che raggruppa federazioni sportive internazionali che fanno capo o meno al CIO.

## Missione
Nata nel 1967, la GAISF è più antica, pertanto, di ASOIF, AIOWF e ARISF, tutte fondate nel 1983.
In pratica, essa è l'insieme di tutte queste, poiché raggruppa tutte le 80 federazioni riconosciute dal CIO (28 dell'ASOIF, 7 dell'AIOWF e 45 dell'ARISF) a cui si aggiungono i 18 membri dell'AIMS.
A completamento vanno aggiunte altre 20 enti associati fra organizzazioni di eventi sportivi internazionali ed associazioni internazionali connesse con lo sport.

## Federazioni appartenenti
Questo è l'elenco delle federazioni appartenenti al GAIS, definite in inglese Full Members.
| Sport                | Logo | Organizzazione                                     | Sigla | Fondazione | Membro di | Membro di | Membro di | Membro di |
| Sport                | Logo | Organizzazione                                     | Sigla | Fondazione | ASOIF     | AIOWF     | ARISF     | AIMS      |
| -------------------- | ---- | -------------------------------------------------- | ----- | ---------- | --------- | --------- | --------- | --------- |
| Aikidō               |      | International Aikido Federation                    | IAF   | 1976       |           |           |           | •         |
| Alpinismo            |      | Union Internationale des Associations d'Alpinisme  | UIAA  | 1932       |           |           | •         |           |
| Arrampicata          |      | International Federation of Sport Climbing         | IFSC  | 2007       |           |           | •         |           |
| Atletica leggera     |      | World Athletics                                    | WA    | 1912       | •         |           |           |           |
| Automobilismo        |      | Fédération Internationale de l'Automobile          | FIA   | 1904       |           |           | •         |           |
| Badminton            |      | Badminton World Federation                         | BWF   | 1934       | •         |           |           |           |
| Bandy                |      | Federation of International Bandy                  | FIB   | 1955       |           |           | •         |           |
| Baseball e softball  |      | World Baseball Softball Confederation              | WBSC  | 2013       |           |           | •         |           |
| Biathlon             |      | International Biathlon Union                       | IBU   | 1993       |           | •         |           |           |
| Biliardo             |      | World Confederation of Billiards Sports            | WCBS  | 1992       |           |           | •         |           |
| Bob e skeleton       |      | International Bobsleigh and Skeleton Federation    | IBSF  | 1923       |           | •         |           |           |
| Bocce                |      | Confédération Mondiale des Sports de Boules        | CMSB  | 1985       |           |           | •         |           |
| Bodybuilding         |      | International Federation of Bodybuilding & Fitness | IFBB  | 1946       |           |           |           | •         |
| Bowling              |      | World Bowling                                      | WB    | 1952       |           |           | •         |           |
| Braccio di ferro     |      | World Armwrestling Federation                      | WAF   | 1977       |           |           |           | •         |
| Bridge               |      | World Bridge Federation                            | WBF   | 1958       |           |           | •         |           |
| Calcio               |      | Fédération Internationale de Football Association  | FIFA  | 1904       | •         |           |           |           |
| Canoa                |      | International Canoe Federation                     | ICF   | 1946       | •         |           |           |           |
| Canottaggio          |      | Fédération Internationale des Sociétés d'Aviron    | FISA  | 1892       | •         |           |           |           |
| Casting              |      | International Casting Sport Federation             | ICSF  | 1955       |           |           |           | •         |
| Cheerleading         |      | International Cheer Union                          | ICU   | 2004       |           |           | •         |           |
| Ciclismo             |      | Union Cycliste Internationale                      | UCI   | 1900       | •         |           |           |           |
| Cricket              |      | International Cricket Council                      | ICC   | 1909       |           |           | •         |           |
| Curling              |      | World Curling Federation                           | WCF   | 1966       |           | •         |           |           |
| Dama                 |      | Fédération Mondiale du Jeu de Dames                | FMJD  | 1947       |           |           |           | •         |
| Danza sportiva       |      | World DanceSport Federation                        | WDSF  | 1957       |           |           | •         |           |
| Dragon Boat          |      | International Dragon Boat Federation               | IDBF  | 1991       |           |           |           | •         |
| Fistball             |      | International Fistball Association                 | IFA   | 1960       |           |           |           | •         |
| Floorball            |      | International Floorball Federation                 | IFF   | 1986       |           |           | •         |           |
| Football americano   |      | International Federation of American Football      | IFAF  | 1998       |           |           | •         |           |
| Freccette            |      | World Darts Federation                             | WDF   | 1974       |           |           |           | •         |
| Frisbee              |      | World Flying Disc Federation                       | WFDF  | 1985       |           |           | •         |           |
| Ginnastica           |      | Federation Internationale de Gymnastique           | FIG   | 1881       | •         |           |           |           |
| Go                   |      | International Go Federation                        | IGF   | 1982       |           |           |           | •         |
| Golf                 |      | International Golf Federation                      | IGF   | 1958       | •         |           |           |           |
| Hockey su ghiaccio   |      | International Ice Hockey Federation                | IIHF  | 1908       |           | •         |           |           |
| Hockey su prato      |      | International Hockey Federation                    | FIH   | 1924       | •         |           |           |           |
| Judo                 |      | International Judo Federation                      | IJF   | 1951       | •         |           |           |           |
| Ju-Jitsu             |      | Ju-Jitsu International Federation                  | JJIF  | 1977       |           |           |           | •         |
| Karate               |      | World Karate Federation                            | WKF   | 1970       |           |           | •         |           |
| Kendō                |      | International Kendo Federation                     | FIK   | 1970       |           |           |           | •         |
| Kickboxing           |      | World Association of Kickboxing Organisations      | WAKO  | 1976       |           |           | •         |           |
| Korfball             |      | International Korfball Federation                  | IKF   | 1963       |           |           | •         |           |
| Lacrosse             |      | World Lacrosse                                     | WL    | 2008       |           |           | •         |           |
| Lotta                |      | United World Wrestling                             | UWW   | 1912       | •         |           |           |           |
| Minigolf             |      | World Minigolf Sport Federation                    | WMF   | 1963       |           |           |           | •         |
| Motociclismo         |      | Fédération Internationale de Motocyclisme          | FIM   | 1904       |           |           | •         |           |
| Motonautica          |      | Union Internationale Motonautique                  | UIM   | 1927       |           |           | •         |           |
| Muaythai             |      | International Federation of Muaythai Amateur       | IFMA  | 1993       |           |           | •         |           |
| Netball              |      | International Federation of Netball Associations   | IFNA  | 1960       |           |           | •         |           |
| Nuoto per salvamento |      | International Life Saving Federation               | ILS   | 1993       |           |           | •         |           |
| Orientamento         |      | International Orienteering Federation              | IOF   | 1961       |           |           | •         |           |
| Pallacanestro        |      | Federation Internationale de Basketball            | FIBA  | 1932       | •         |           |           |           |
| Pallamano            |      | International Handball Federation                  | IHF   | 1946       | •         |           |           |           |
| Pallavolo            |      | Fédération Internationale de Volleyball            | FIVB  | 1947       | •         |           |           |           |
| Pattinaggio          |      | International Skating Union                        | ISU   | 1892       |           | •         |           |           |
| Pelota basca         |      | Federación Internacional de Pelota Vasca           | FIPV  | 1929       |           |           | •         |           |
| Pentathlon moderno   |      | Union Internationale de Pentathlon Moderne         | UIPM  | 1912       | •         |           |           |           |
| Pesca sportiva       |      | Confédération Internationale de la Pêche Sportive  | CIPS  | 1952       |           |           |           | •         |
| Polo                 |      | Federation of International Polo                   | FIP   | 1983       |           |           | •         |           |
| Powerlifting         |      | International Powerlifting Federation              | IPF   | 1971       |           |           |           | •         |
| Pugilato             |      | International Boxing Association                   | AIBA  | 1946       | •         |           |           |           |
| Racquetball          |      | International Racquetball Federation               | IRF   | 1950       |           |           | •         |           |
| Rugby                |      | World Rugby                                        | WR    | 1886       | •         |           |           |           |
| Sambo                |      | Fédération Internationale de Sambo                 | FIAS  | 1992       |           |           | •         |           |
| Savate               |      | Federation Internationale de Savate                | FISav | 1992       |           |           |           | •         |
| Scacchi              |      | International Chess Federation                     | FIDE  | 1924       |           |           | •         |           |
| Scherma              |      | Fédération Internationale d'Escrime                | FIE   | 1913       | •         |           |           |           |
| Sci                  |      | Fédération Internationale de Ski                   | FIS   | 1924       |           | •         |           |           |
| Sci alpinismo        |      | International Ski Mountaineering Federation        | ISMF  | 2008       |           |           | •         |           |
| Sci nautico          |      | International Waterski & Wakeboard Federation      | IWWF  | 1955       |           |           | •         |           |
| Sepaktakraw          |      | International Sepaktakraw Federation               | ISTAF | 1988       |           |           |           | •         |
| Sleddog              |      | International Federation of Sleddog Sports         | IFSS  | 1992       |           |           |           | •         |
| Slittino             |      | Fédération Internationale de Luge de Course        | FIL   | 1957       |           | •         |           |           |
| Soft tennis          |      | International Soft Tennis Federation               | ISTF  | 1999       |           |           |           | •         |
| Sollevamento pesi    |      | International Weightlifting Federation             | IWF   | 1905       | •         |           |           |           |
| Sport a rotelle      |      | Fédération Internationale de Roller Sports         | FIRS  | 1924       |           |           | •         |           |
| Sport acquatici      |      | Federation Internationale de Natation              | FINA  | 1908       | •         |           |           |           |
| Sport dell'aria      |      | Fédération Aéronautique Internationale             | FAI   | 1905       |           |           | •         |           |
| Sport equestri       |      | Fédération Équestre Internationale                 | FEI   | 1921       | •         |           |           |           |
| Sport universitario  |      | Fédération Internationale du Sport Universitaire   | FISU  | 1949       |           |           | •         |           |
| Squash               |      | World Squash Federation                            | WSF   | 1967       |           |           | •         |           |
| Stock sport          |      | International Federation Icestocksport             | IFI   | 1975       |           |           | •         |           |
| Subacquea            |      | Confédération Mondiale des Activités Subaquatiques | CMAS  | 1959       |           |           | •         |           |
| Sumo                 |      | International Sumo Federation                      | IFS   | 1992       |           |           | •         |           |
| Surf                 |      | International Surfing Association                  | ISA   | 1964       |           |           | •         |           |
| Taekwondo            |      | World Taekwondo                                    | WT    | 1973       | •         |           |           |           |
| Tennis               |      | Federazione Internazionale Tennis                  | FIT   | 1913       | •         |           |           |           |
| Tennistavolo         |      | Federazione internazionale di tennis da tavolo     | ITTF  | 1926       | •         |           |           |           |
| Tiro                 |      | International Shooting Sport Federation            | ISSF  | 1907       | •         |           |           |           |
| Tiro alla fune       |      | Tug of War International Federation                | TWIF  | 1960       |           |           | •         |           |
| Tiro con l'arco      |      | Fédération internationale de tir à l'arc           | FITA  | 1931       | •         |           |           |           |
| Triathlon            |      | World Triathlon                                    | WT    | 1989       | •         |           |           |           |
| Vela                 |      | International Sailing Federation                   | ISAF  | 1907       | •         |           |           |           |
| Wushu                |      | Federazione Internazionale di Wushu                | IWUF  | 1990       |           |           | •         |           |
|                      |      |                                                    |       |            | 28        | 7         | 45        | 18        |

## Membri associati
Vi sono invece inoltre le organizzazioni di manifestazioni multisportive e associazioni internazionali connesse con lo sport. Queste sono definite in inglese Associate Members.
| Organizzazione                                              | Sigla   | Manifestazione organizzata                       |
| ----------------------------------------------------------- | ------- | ------------------------------------------------ |
| Unione europea di radiodiffusione                           | EBU-UER |                                                  |
| Commonwealth Games Federation                               | CGF     | Giochi del Commonwealth                          |
| International Masters Games Association                     | IMGA    | World Masters Games                              |
| Comité international de jeux mediterraneéns                 | CIJM    | Giochi del Mediterraneo                          |
| Conseil international du sport militaire                    | CISM    | Giochi mondiali militari                         |
| International Mind Sports Association                       | IMSA    | World Mind Sports Games                          |
| World Olympians Association                                 | WOA     |                                                  |
| Panathlon International                                     | PI      |                                                  |
| Comitato Paraolimpico Internazionale                        | CPI     | Giochi paralimpici, Giochi paralimpici invernali |
| International School Sport Federation                       | ISF     | Gymnasiadi                                       |
| Special Olympics International                              |         |                                                  |
| International Association For Sports and Leisure Facilities | IAKS    |                                                  |
| Fédération internationale de chiropratique du sport         | FICS    |                                                  |
| Comitato Internazionale degli Sport dei Sordi               | CISS    | Giochi olimpici silenziosi                       |
| Fédération Internationale de Médécine du Sport              | FIMS    |                                                  |
| Association internationale de la presse sportive            | AIPS    |                                                  |
| Confédération sportive internationale du travail            | CSIT    | CSIT World Sports Games                          |
| International World Games Association                       | IWGA    | World Games                                      |
| World Union of Olympic Cities                               |         |                                                  |
| World Federation of the Sporting Goods Industry             | WFSGI   |                                                  |